# 165P/LINEAR
165P/LINEAR, komet Hironove vrste. 